# Schistura robertsi
Schistura robertsi es una especie de peces de la familia Balitoridae en el orden de los Cypriniformes.

## Morfología
• Los machos pueden llegar alcanzar los 5,6 cm de longitud total.

## Distribución geográfica
Se encuentra en la Península de Malaca y en la isla de Phuket (Tailandia ).

## Hábitat
Es un pez de agua dulce.